# 2000 AV55
2000 AV55 är en asteroid i huvudbältet som upptäcktes den 4 januari 2000 av LINEAR i Socorro County, New Mexico.
Den tillhör asteroidgruppen Nysa.